# Land of Hope and Glory

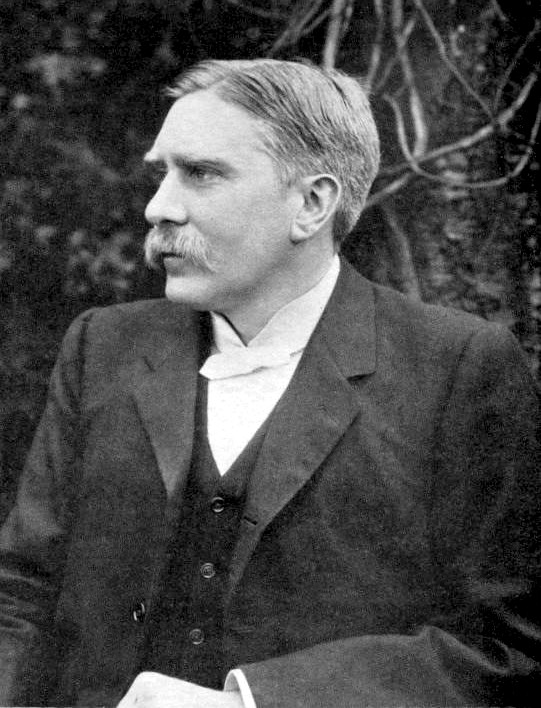
Артур Кристофер Бенсон — автор слов

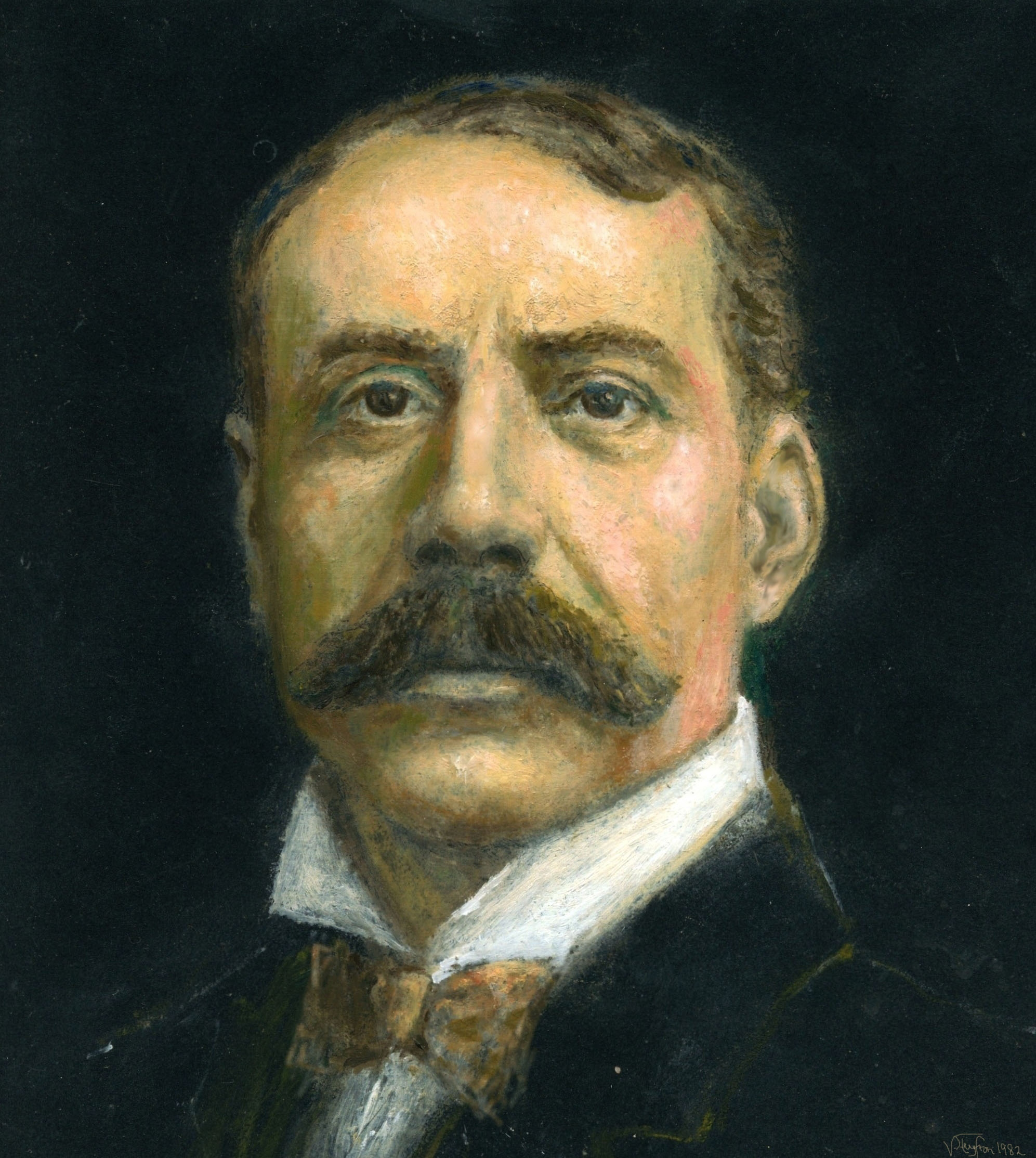
Эдуард Элгар — композитор

«Land of Hope and Glory» (досл.: «Земля надежды и славы») — английская (иногда рассматривается как британская) патриотическая песня, претендующая на статус гимна Англии. Музыка была сочинена Эдуардом Элгаром, а стихи Артуром Кристофером Бенсоном.

## История создания
В 1901 году Элгар сочинил первый и самый известный марш из серии «Торжественные и церемониальные марши». Только что вступивший на английский престол король Эдуард VII предложил композитору наложить на музыку слова, так как считал что из марша получится отличная песня. Затем, когда Элгар получил задание сочинить музыкальную композицию к коронации Эдуарда, поэту Бенсону было поручено написать слова в том числе и наложить три строфы на «Марш № 1». Самая первая из них стала впоследствии припевом для «Land of Hope and Glory».
Из-за болезни нового монарха, коронация была отложена на 9 августа 1902 года, за это время Элгар с Бенсоном создали отдельную песню, которая впервые была спета в 1902 году английской певицей Кларой Батт.

## Использование

### Гимн Англии
На сегодняшний день Англия не имеет официально утверждённого гимна, и поэтому во время спортивных и других событий, где англичане выступают отдельно от Британии, в качестве гимна в большинстве случаев используется песня «Боже, храни королеву (короля)». Несмотря на это существуют предложения изменить данную ситуацию. «Land of Hope and Glory» считается одним из главных кандидатов на статус нового гимна. Согласно опросу «Какая песня должна быть гимном Англии?», проведённому на сайте кампании «Гимн для Англии» (англ. anthem4england), «Land of Hope and Glory» заняла второе место после композиции «Иерусалим».

### Променадные концерты
«Land of Hope and Glory» традиционно начинает ряд патриотических песен на «последнем вечере „променадных“ концертов» (последнем концерте каждого сезона этого фестиваля музыки, который транслируется по всему миру).

### Консервативная партия
Несмотря на то, что у Консервативной партии Великобритании нет своего официального гимна, перед партийными съездами и конференциями чаще всего исполняется «Land of Hope and Glory».

### В спорте
До 2010 года «Land of Hope and Glory» использовалась в качестве победной песни сборной Англии на Играх Содружества.
23 апреля 2010 года в день Святого Георга Английским Советом Игр Содружества было запущено голосование, участникам которого предстояло выбрать какой гимн будет исполняться на Играх Содружества 2010 в Дели. Кандидатами стали гимн Великобритании «Боже, храни королеву!», «Land of Hope and Glory» и песня «Иерусалим», которая в итоге победила с результатом в 52,5 % и стала новой победной песней английской команды. «Land of Hope and Glory» заняла второе место, набрав 32,5 % голосов.

### Использование различными исполнителями
- Вольф Хоффманн использовал эту вещь в своём альбоме Classical — 11-й трек, «Pomp & Circumstance».
- Группа Rainbow в 2017 году записала сингл с этой композицией.

## Текст песни
Dear Land of Hope, thy hope is crowned, 

       God make thee mightier yet!

    On Sov'ran brows, beloved, renowned,

       Once more thy crown is set.

   Thine equal laws, by Freedom, gained,

       Have ruled thee well and long ;

   By Freedom gained, by Truth maintained,

       Thine Empire shall be strong.

Припев

            Land of Hope and Glory, Mother of the Free,

            How shall we extol thee, who are born of thee?

            Wider still and wider shall thy bounds be set;

            God, who made thee mighty, make thee mightier yet,

            God, who made thee mighty, make thee mightier yet.

    Thy fame is ancient as the days,

       As Ocean large and wide :

    A pride that dares, and heeds not praise,

       A stern and silent pride ;

    Not that false joy that dreams content

       With what our sires have won ;

    The blood a hero sire hath spent

       Still nerves a hero son.

Припев

Перевод припева:

Земля надежды и славы, мать свободы,

Как можем мы воспеть тебя — все, рождённые тобой?

Дальше и всё дальше пусть ширятся твои границы,

А Бог, что сделал тебя сильной, сделай ещё сильней!

А Бог, что сделал тебя сильной, сделай ещё сильней!